# 南港湖
南港湖是一个位于中国江西省湖口县的湖泊，面积约为2.2平方千米。